# Oer (buurtschap)

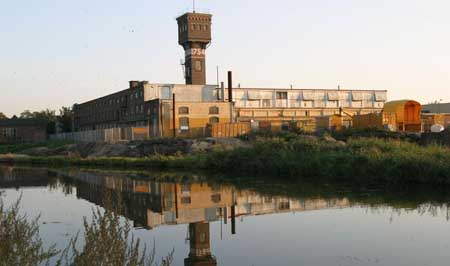
Het oude DRU-gebouw

Oer is een voormalige Nederlandse buurtschap gelegen langs de rivier de Oude IJssel in de Gelderse gemeente Oude IJsselstreek tussen de dorpen Etten en Ulft. De buurtschap is waarschijnlijk vernoemd naar de oerhoudende grond waaruit ijzer werd gedolven, de bestaansreden van de ijzerindustrie in Ulft. Oer is nu een wijk in Ulft: Ulft-Noord

## Geschiedenis
Oer en de naburige buurtschap de Pol lagen vlak bij Ulft. De beide buurtschappen werden al veel langer bewoond dan Ulft zelf. De bewoners waren vooral landbouwers. Boeren die daarvoor vergunning hadden mochten hun vee op de plaatselijke weide laten grazen. Deze grote wei werd de IJsselweide genoemd. 's Winters liepen de IJsselweiden meestal onder water. Op oude kaarten is te zien dat de mensen hun huizen dan ook op de hogere gronden bouwden.
Doordat de fabrieken in en bij Ulft steeds meer werk boden, vestigden zich steeds meer mensen in Ulft. De gemeenschappelijke IJsselweiden, waaronder die van Oer, werden na 1900 verdeeld. Iedereen kon een stuk grond kopen. Op deze gronden werden woningen voor de arbeiders gebouwd. Oer groeide samen met de buurtschappen de Pol en Ulft uit tot één groot dorp. In 1914 besloot het gemeentebestuur de drie buurtschappen samen het dorp Ulft te noemen. In 100 jaar tijd groeide Ulft uit tot het grootste dorp in de voormalige gemeente Gendringen. Nog altijd zijn er in Ulft sporen te zien van de drie oude buurtschappen. Zo zijn er verschillende verenigingen die bij de oude buurtschappen horen. De voetbalverenigingen zijn daarvan een voorbeeld. SDOUC hoort bij Ulft en de Ulftse Boys horen bij Oer. Verder heeft Oer zijn eigen rooms-katholieke-kerk, de Antonius van Paduakerk.
Van 1811 tot 1817 was Oer ingedeeld bij de voormalige gemeente Etten.

### De ijzerfabrieken
In Ulft en omgeving zat veel ijzeroer in de grond. In smeltovens kon daaruit ijzer gehaald worden. In 1754 werd de eerste ijzerhut gebouwd. De ijzerhut stond aan het water omdat er een watermolen nodig was om blaasbalgen aan te drijven. De ijzerfabriek werd belangrijk voor Ulft. Steeds meer mensen vonden werk in deze industrie. De fabriek werd in 1774 verpacht aan de heren Diepenbrock en Reigers. Daardoor kreeg het bedrijf de naam DRU (Diepenbrock en Reigers Ulft). In deze ijzergieterij werden pannen, kachels, ovens, roosters, strijkbouten, ramen en nog veel meer andere producten gemaakt die over de hele wereld verkocht werden. Vooral na 1870 werd de fabriek belangrijk groter in omvang en personeelssterkte. In 1895 werd er een tweede ijzergieterij in Ulft gebouwd. Dat was de firma Becking & Bongers. 